# نانتانگ
نانتانگ (به لاتین: Nantong) یک شهر مرکزی در جمهوری خلق چین است که در جیانگسو واقع شده‌است.

## خصوصیات
نانتانگ ۸٬۵۴۴٫۱ کیلومترمربع مساحت و ۷٬۲۸۲٬۸۳۵ نفر جمعیت دارد و ۲ متر بالاتر از سطح دریا واقع شده‌است.

## خواهرخوانده
شهرهای ترویزدورف، سوانزی، تویوهاشی، آیچی، جرزی سیتی، Gimje، چیویتاوکیا و ریموسکی خواهرخوانده‌های نانتانگ هستند.